# Binh Duong
Binh Duong (vietnamita: Bình Dương) é uma província do Vietnã.
Binh Duong é uma província no sudeste do Vietnã. Faz fronteira com Binh Phuoc para o Norte, Ho Chi Minh City (Saigon) para o Sul e Sudoeste, Tay Ninh para o Ocidente e Dong Nai para o Oriente.
Voltar na história, Binh Duong costumava ser uma parte da canção Be província, que foi dividido em Binh Duong e Binh Phuoc , em 1997. Ele foi descoberto ao mesmo tempo com Saigon-Dong Nai, no território expandir-se para o processo do Sul liderada pelo Nguyen Huu Canh. Devido aos eventos históricos especiais, existem até 15 grupos étnicos que vivem em Binh Duong. Além do Kinh, o povo Hoa são as mais populosas seguido por Khmer e outras pessoas étnicos.
Binh Duong não é realmente conhecida como um destino para o turismo, mas uma província industrializada, com alta taxa de crescimento econômico. Com lotes de incentivar políticas do governo, até 2006, houve 1.285 projectos de IDE com capital agregado de mais de US $ 6,5 milhões. No mesmo ano, Binh Duong levou continuamente Índice de Competitividade Provincial com 76,23 pontuação enquanto Hanói e Ho Chi Minh City apenas classificada de acordo com 40 (50,34) e os escores 7 (63,39 escores).
Fonte: http://www.vietnamonline.com/destination/binh-duong.html